# Нижний Убекимахи
Нижний Убекимахи (дарг. УбяхӀ Убекимахьи) — село в Левашинском районе Дагестана.
Входит в состав Хаджалмахинского сельсовета.

## География
Село расположено в 18 км к юго-западу от районного центра Леваши.

## Население
| 1895 | 1926 | 1939 | 1970 | 1989 | 2002 | 2010 |
| ---- | ---- | ---- | ---- | ---- | ---- | ---- |
| 243  | ↘94  | ↗112 | ↗425 | ↗559 | ↗909 | ↘802 |
| 2021 |      |      |      |      |      |      |
| ↘584 |      |      |      |      |      |      |